# Hedera pastuchovii
Hedera pastuchovii är en araliaväxtart som beskrevs av Georg Jurij Nikolaewitch Woronow. Hedera pastuchovii ingår i släktet Hedera och familjen Araliaceae. Inga underarter finns listade.